# Betrichia bispinosa
Betrichia bispinosa är en nattsländeart som beskrevs av Oliver S. Flint Jr. 1974. Betrichia bispinosa ingår i släktet Betrichia och familjen smånattsländor. Inga underarter finns listade i Catalogue of Life.